# Журату Олександра Миколаївна
Олександра Миколаївна Журату (нар. 13 червня 1936, село Шиндряни (Шендрень), Королівство Румунія, тепер село Драниця Новоселицького району Чернівецької області) — українська радянська діячка, доярка, завідувач молочнотоварної ферми колгоспу «Зоря комунізму» Новоселицького району Чернівецької області, новатор сільськогосподарського виробництва. Член Ревізійної Комісії КПУ в 1976—1981 р.

## Життєпис
Народилася в бідній селянській родині. У 1951 році закінчила семирічну школу.
З 1951 року — доярка колгоспу імені Будьонного (з 1956 року — «Зоря комунізму») села Драниця Новоселицького району Чернівецької області. У 1958 році надоїла по 5400 кілограмів молока від корови.
Член КПРС з 1957 року.
З 1969 року — завідувач молочнотоварної ферми колгоспу «Зоря комунізму» села Драниця Новоселицького району Чернівецької області.
Освіта середня. Закінчила Кіцманський зооветеринарний технікум Чернівецької області.
Потім — на пенсії в селі Драниці Новоселицького району Чернівецької області.

## Нагороди
- два ордени Леніна (26.02.1958, 1966)
- орден Трудового Червоного Прапора
- п'ять медалей Виставки досягнень народного госпоарства (ВДНГ) СРСР
- медалі